# Gustave de Lhoneux
Gustave Paul de Lhoneux (Hoei, 14 december 1839 - Parijs, 18 maart 1901) was een Belgisch volksvertegenwoordiger en senator.

## Levensloop
De Lhoneux was een zoon van de bankier en schepen van Hoei, Lambert de Lhoneux (1808-1870) en van Marie Detru (1805-1846). Hij trouwde met Alice Mottart (1846-1917). Hun dochter Valentine (1884-1963) trouwde in 1906 met baron Pierre van Zuylen (1881-1977).
Hij promoveerde tot doctor in de rechten (1860) en tot doctor in de politieke en administratieve Wetenschappen (1862) aan de Universiteit Luik. 
Hij schreef zich in als advocaat aan de balie van Hoei, maar vanaf 1865 werd hij bankier. Hij stichtte de Banque Populaire de Huy, waarvan hij de afgevaardigde bestuurder werd.
In 1870 werd hij katholiek volksvertegenwoordiger voor het arrondissement Hoei en vervulde dit mandaat tot in 1880. In 1874 sloot hij zich aan bij de Liberale Partij.
In 1880 werd hij liberaal senator voor het arrondissement Hoei-Borgworm en bleef dit tot aan zijn dood. Zowel in de Kamer als in de Senaat was hij vooral actief binnen de Commissie voor Financies.

## Bestuurder
Hij bekleedde heel wat mandaten in de bankwereld en de industrie:
- 1865: beheerder Banque G. de Lhoneux et Compagnie, Huy,
- 1881: beheerder Crédit Général de Belgique (1896-1901: ondervoorzitter),
- 1899-1901: beheerder Banque de Bruxelles,
- 1873: beheerder van de S.A. des Chemins de Fer Liégeois-Namurois,
- 1882: beheerder van de S.A. des Hauts Fourneaux et Mines d'Halanzy,
- 1893-1901: beheerder van de S.A. des Produits Réfractaires et Terres Plastiques de Seilles-lez-Andenne et de Bouffioulx,
- 1896-1897: beheerder van de Chemin de Fer Central Catalan,
- 1897-1898: beheerder van de Société Nouvelle des Tramways de Nice,
- 1897-1901: beheerder van Krinitchnaîa, Société des Produits Réfractaires et Céramiques du Donetz,
- 1898: beheerder van de Tramways d'Ekaterinoslav (1899-1901: voorzitter),
- 1898-1900: beheerder van de Société des Hauts Fourneaux de la Moselle,
- 1900-1901: beheerder van de Société Générale Belgo-Egyptienne,
- 1900-1901: ondervoorzitter van de Compagnie Minière Tunisienne.

Ook de ontwikkeling van Congo interesseerde hem. Toen de in 1894 afgesloten conventie tussen de Belgische Staat en de Congolese Spoorwegen onwerkbaar was gebleken, moesten deze laatste uit een kritische toestand worden gehaald. De Lhoneux voegde zich bij een groep bankiers die hiervoor de nodige kredieten aanbracht, in afwachting van de nieuwe conventie die in 1896 werd goedgekeurd.

## In Hoei
In zijn eigen stad werd hij aangezocht voor heel wat beheerderschappen. Zo was hij:
- 1877-1901: voorzitter van de Société agricole et horticole de Huy,
- 1880: lid van het administratief bureau Athénée royal de Huy,
- 1880: lid van de bestuursraad École moyenne de Huy,
- 1893-1901: lid van de bestuursraad van de École moyenne pratique d'Agriculture de l'Etat à Huy,
- lid van het Adviescollege van Arbeid en Nijverheid,
- stichter van de Foyer libre hutois pour la construction d'habitations ouvrières.